# Мыльников, Сергей Сергеевич
Серге́й Серге́евич Мы́льников (род. 18 июня 1982, Челябинск) — российский хоккеист, вратарь. Сын хоккеиста Сергея Мыльникова. Его старший брат Дмитрий также хоккеист и тренер.

## Карьера
Воспитанник челябинского хоккея. В сезоне 1999/2000 был заявлен за ХК ЦСКА, но не сыграл за клуб ни одного матча. С 2000 по 2006 год выступал в команде «Крылья Советов», проведя сезон 2001/02 в ТХК. С 2006 по 2009 играл в родном Челябинске. В сезонах 2006/07 и 2007/08 был основным вратарём, конкурируя с Георгием Гелашвили, но после того, как пропустил несколько матчей из-за травмы, уступил место Даниле Алистратову и Владиславу Фокину.
После ухода из «Трактора» присоединился к «Северстали». Однако первым номером в воротах стать не смог и покинул клуб. Играл за жлобинский «Металлург» и «Иртыш». В 2011 году вернулся в КХЛ и сыграл 11 матчей за «Автомобилист», а последним клубом стала команда ВХЛ «Ариада-Акпарс».